# اوبروایسباخ/تورینگنروالد
شهر اوبروایسباخ/تورینگنروالد (به آلمانی: Oberweißbach/Thür. Wald) در ایالت تورینگن در کشور آلمان واقع شده‌است.